# フョードル・トカレフ
フョードル・ヴァシーリエヴィチ・トーカリェフ（ロシア語: Фёдор Васильевич Токарев、英語: Fedor Vasilievich Tokarev、1871年6月14日〈ユリウス暦6月2日〉 - 1968年6月7日）は、ロシアの銃器設計者。ソ連最高会議武器委員。

## 業績
大祖国戦争（第二次世界大戦）などで使用された、トカレフTT-33半自動式拳銃およびトカレフSVT-40自動装填式ライフル銃を設計。多くの丁数が製造された。その後武器に対する貢献が認められ社会主義労働英雄賞を授与された。

## 略歴
- 1871年 - ロシア帝国ドン軍県（現在のロストフ州）のエゴルリークスカヤ (Егорлы́кская) というスターニツァ（コサックの集落）にて生まれる。
- 1888年 - ドン軍県ノヴォチェルカスクにある軍職業訓練学校に入学。
- 1892年 - コサック下士官として卒業。兵器製造者技術工として第12連隊に配属される。
- 1896年 - 熟練の兵器製造者教官としてノヴォチェルカスクに戻る。軍技術学校に入学。
- 1900年 - コサック士官として卒業。マスターガンスミスの称号を得て第12連隊に復帰。
- 1910年 - ボルトアクション方式であるモシナガン1891型をセミオート型に転換し公式テストを行なう。
- 1933年 - 開発に携わったTT-33拳銃が軍の制式拳銃に選ばれ、以降ソ連軍の主力拳銃として広く使用される。
- 1940年 - 開発に携わったSVT-40半自動小銃が軍に制式採用される。ただし従来のモシン・ナガンM1891/30を代替するには至らなかった。
- 1968年 - ソビエト連邦首都モスクワにて97歳の誕生日を目前に死去。

## 賞罰
- 1940年 - 社会主義労働英雄受賞。

## リンク
- 公式サイト トカレフ.com（英語）